# Toreo Bajo
Toreo Bajo är en ort i Mexiko.   Den ligger i kommunen Uruapan och delstaten Michoacán de Ocampo, i den södra delen av landet, 300 km väster om huvudstaden Mexico City. Toreo Bajo ligger 1 685 meter över havet och antalet invånare är 3 642.
Terrängen runt Toreo Bajo är huvudsakligen kuperad, men åt sydväst är den platt. Runt Toreo Bajo är det ganska tätbefolkat, med 75 invånare per kvadratkilometer. Närmaste större samhälle är Uruapan, 6,6 km sydväst om Toreo Bajo. I omgivningarna runt Toreo Bajo växer huvudsakligen savannskog.